# Penicillium olivicolor
Penicillium olivicolor är en svampart som beskrevs av Pitt 1980. Penicillium olivicolor ingår i släktet Penicillium och familjen Trichocomaceae.   Inga underarter finns listade i Catalogue of Life.